# Torso
A Torso magazin (ISSN 0733-5865) amerikai színes homoerotikus (meleg, gay, queer) havilap.

## A magazin jellege
Mérete: 20×27 cm, 84 oldalon jelenik meg. Elsősorban kisportolt fiatal testépítők, pornósztárok érzéki fotóit közli, nem minősíthető hard pornó magazinnak. Rokona a Mandate, a Honcho, illetve a Playguy.

## A magazin nevezetes modelljei
Modelljei közt éppúgy felbukkan a jeles brazil szexszimbólum, biszexuális pornócsillag Julio Vidal, mint például a testépítő Kurt Abendeen, Big Roger (03/12, 04/3), Rob Rossi (03/7), Jake Andrews, Matthew Rush, Nino Bacci, Nate Christianson vagy Julian Adams, a magyar Baranics Gábor, Rod Barry, Kurt Bauer (88/7), Iulius Caesar, Dave Connors, Rob Cryston, Joe Cade, Tom Daniels, Justin Dragon, Casey Donovan, Gauge, Max Grand, Darryl Hawke (99/1, 99/8), Martin Hubai, Ryan Idol, Kris Lord, Ken Ryker, Adam Wilde, de például Vladimir Vaselev (04/4), Anthony Gallo, Sonny Markham, Eric Reins, Vince Rockland, a Playgirl-modell Pete Meluso (98/3), Kyle Prescott, Jack Slader (Fred Goldsmith), Giorgio Canali. Giovanni De Vito (1999/8) elegáns aktjai ugyanúgy helyet kaptak, mint a többszörösen is közölt Kristen Björn-sztárként (Björn pornószínészként maga is gyakran szerepelt aktjaival a Torso hasábjain) is ismert Mark Anthonyéi, Peter Bartonéi (87/10, 91/1), Antonio Armaniéi vagy a héroszi izomzatú testépítő Zeb Atlaséi (03/5). Az elsősorban heteroszexuális pornószínészként ismert Rob Baron a Maxx Studio (93/4) és Chuck (98/2, James néven) fotóin látható, de szintén szerepel a kimagasló heteró pornócsillag, Billy Glide is (97/7). Wesley Cornetts Playgirl-modell a Torsóban J. C. Reilly fotóin pózol (00 /2), Edward Ivanov előbb tűnt fel a meleg magazinokban (Torso 95/5) , mint a Playgirlben (96/2). A közismert Eric Stryker Mike Saunders néven szerepel (85/3). A brazil Dramia Dias (03/8) vagy Arthur Consentino például a Torso révén került be az amerikai köztudatba (03/2). Egyik korai modellnek számít Bill Henson (83/7, 86/12), aki pornószínészként is ismert, akárcsak Alain Jourdan (84/5, 84/9), Lee Ryder vagy Luke (83/11). Számos modell kifejezetten Torso-modellként ismeretes elsősorban, például Stu Jones (04/4) agy Marty Mann (00/5, 02/1,04/4), Ken Marcus (03/8). A COLT-modellek közül számos a Torsóban is látható, például Erik Korngold (03/5), Frank Vickers (85/5 – Roger néven, 87/4) vagy Rick Koch (98/4, 01/5). Toby Moore, aki hollywoodi luxusprostituáltként is ismert (01/10), a Torso egyik emlékezetes interjúalanya is volt.

## A magazin története
1982 júliusától jelenik meg havi rendszerességgel a Mavety Media Group, Inc. gondozásában, miként a Honcho vagy a Mandate magazin is.

## A magazin szerkezete
- Muscle Men – aktok izmos férfiakról
- Fiction – erotikus történetek
- Features – egyéb közérdekű cikkek